# 平和遺族会全国連絡会
平和遺族会全国連絡会（へいわいぞくかいぜんこくれんらくかい）は、靖国神社への公式参拝を是とすることを初めとする日本遺族会のあり方に反対する日本の戦没者遺族たちにより、北海道から沖縄まで全国各地に組織された「平和遺族会」の取りまとめ組織。

## 概要
「天皇の戦争責任を追及すること無くして戦没者の死と向き合うことは不可能」を活動の原点としており、その上で、日本国憲法で謳われている「主権在民・平和主義・国際協調主義」（前文）、「戦争の放棄」（第9条）および「政教分離原則」（第20条）の精神を固持し、二度と国内外に戦没者、戦争犠牲者を生み出させず、また靖国神社公式参拝など一切の戦争への道を許さず、平和をつくりだすため共に努力することを活動の目的としている。
医師（元軍医）で牧師の小川武満が1986年（昭和61年）に当連絡会を発足させたが、小川の死後、現在はキリスト教信者の西川重則が代表に就任。
略称が同一で共産党が主導する「平和を願い戦争に反対する戦没者遺族の会（略称：平和遺族会・会長：島田初代）」とは無関係。

## 歴史
当連絡会立ち上げの直接の契機となったのは、1985年（昭和60年）8月15日、すなわち同年の終戦記念日当日に内閣総理大臣・中曽根康弘（当時）が靖国神社への公式参拝を行ったことである。
それまでにも、1969年に靖国神社法案が初めて国会に提出されたことに対し「戦争を美化する」もの等と反対の意を示した医師（元軍医）で牧師の小川がキリスト教徒の戦没者遺族達と共に同年6月「キリスト者遺族の会」を先ず結成、これを皮切りに、仏教・キリスト教両信徒など靖国公式参拝に反対する戦没者遺族たちが同様の遺族会組織を次々と立ち上げていった。
これらのような遺族会組織が中心となって、前記靖国公式参拝の約1ヶ月後にあたる1985年9月17日に結成準備委員会を設立、翌1986年（昭和61年）7月7日に”反靖国”で一致する者たちの結集を目指して当連絡会を発足するに至る。
なお、小川が先立って発足させている前記「キリスト者遺族の会」については、現在当連絡会代表を務める西川が実行委員長として、同様に引き継ぎ、現在に至っている。

### 沿革
- 1969年（昭和44年）6月 - 医師で牧師の小川武満の手により「キリスト者遺族の会」結成[2][6]。
- 1982年（昭和57年）7月 - 北海道旭川市にて、キリスト教・仏教両教徒等約70名が日本遺族会系組織から脱会して「旭川平和遺族会」を設立[6]。
- 1984年（昭和59年）7月 - 浄土真宗本願寺派（西本願寺派）の若手僧侶達により「反靖国連帯会議」立ち上げ[6]。
- 1986年（昭和61年）
  - （時期不詳） - 岩手・東京・神奈川の各都県にて、前出「旭川平和遺族会」と同様の組織がつくられる[6]。
  - 1月22日 - 「真宗遺族会」発足[注 3]。
  - 7月7日 - 小川が”反靖国”を趣旨とする遺族会組織を束ねる形で当連絡会を発足させる[6][注 4]。
- 2003年（平成15年）12月14日 - 代表の小川が逝去[2]。それまで事務局長を務めていた西川重則が、以後、代表を務める[注 5]
- 2020年（令和2年）7月23日 - 代表の西川重則が死去。

## 平和集会（8月15日）
当連絡会による集会の開催や他団体による集会への客員参加の中でも、毎年8月15日（終戦記念日）に開催している平和集会は恒例行事の一つとなっている。
特に2014年（平成26年）と2015年（平成27年）の両終戦記念日に各々開かれた平和集会では、靖国神社に隣接する日本キリスト教団九段教会を会場としており、会場の外で「憲法改正賛成」と署名を求める団体の声などが響く中、国政批判を展開していた(2014年平和集会のテーマは「アジアは日本の侵略・加害の事実を忘れない」、2015年平和集会のテーマは「戦後70年　アジア・太平洋戦争の反省の下に憲法を活かそう！　『安保法制』を廃案に！　再び遺族をつくらせないために」だった)。

## 編纂書籍
- 『平和への手紙：戦没者遺族の手記』新日本出版社（原著1990年8月）。ISBN 4-406-01868-9。
- 『戦争を語りつたえるために』梨の木舎（原著1993年8月）。ISBN 4-8166-9304-1。
- 『平和への手紙　続～戦没者遺族の五十年』新日本医学出版社（原著1995年8月）。ISBN 4-88023-043-X。
- 『日本の市民から世界の人びとへ―戦争遺族の証言』梨の木舎（原著1999年12月）。ISBN 4-8166-9906-6。

※ 英文併記有 - 斎藤忠利 監訳 ・ 市塚日出男ほか 訳
- 『いま「靖国」を問う』かもがわ出版〈かもがわブックレット　137〉（原著2001年8月）。ISBN 4-87699-619-9。